# Anetia jaegeri
Anetia jaegeri là một loài bướm giáp trong phân họ Danainae. Nó được tìm thấy ở Cộng hòa Dominica, Haiti, và Jamaica.